# Sapiosexualité
La sapiosexualité est une préférence sexuelle. Une personne sapiosexuelle est une personne qui est attirée par quelqu'un en fonction de son intelligence et non pas de son apparence physique.

## Étymologie
Le terme est un néologisme formé de sapiens, « intelligent » en latin, et il désigne une attirance sexuelle pour des personnes intelligentes.

## Définition
La sapiosexualité est un néologisme qui désigne une préférence sexuelle pour l’intelligence ; les sapiosexuels sont attirés par l’intelligence, qui les excite. Selon la sexologue Chantal Bachelet-Pruneau, l’intellect peut être tout aussi érotique que le physique.

## Historique
L’origine provient d’un mouvement entamé depuis les années 1990, autour de la théorie queer. Le terme a été inventé par un blogueur en 1998,.
Le site de rencontres américain OkCupid en a fait un critère de sélection en novembre 2014,,, ce qui contribue à populariser le terme. Face aux très nombreuses critiques, le site retire cette catégorie en février 2019.

## Caractéristiques
L’apparence physique, l’âge, le genre ou le statut social de la personne appréciée peuvent ne pas avoir d’impact ; par ailleurs beaucoup de sapiosexuels refusent de s’identifier à une orientation sexuelle quelconque. Selon Félix Dusseau, l’émergence de nouvelles identités sexuelles comme par exemple, les sapiosexuels, peuvent être perçues comme des alternatives intéressantes pour remettre en cause les conceptions monogamocentrées.
Les sapiosexuels peuvent utiliser la conversation en tant que jeu sexuel.
Cette attirance sexuelle peut éventuellement constituer un danger pour les personnes ayant une faible estime d’elles-mêmes ou souffrant d’insécurité, car elle peut induire ou accentuer une dévalorisation vis-à-vis de personnes plus intelligentes.
En 2017, une étude australienne tente de comparer l’attraction sexuelle avec le quotient intellectuel.
Selon Lora Adair, professeure de psychologie évolutionniste à l’université Brunel à Londres, Royaume-Uni, cette préférence a également été observée chez les animaux. Elle expliquerait certains comportements, comme le fait que chez les oiseaux jardiniers, un mâle puisse construire un nid à l’aide d’objets rares ou esthétiquement plaisants et qu’il puisse le défendre face à d’autres mâles afin d’attirer une femelle « sélective ». Ce type de comportement démontrerait de grandes aptitudes cognitives souhaitables chez un partenaire sexuel.